# 亞基涅-奧卡里
49°59′58″N 34°23′0″E / 49.99944°N 34.38333°E
亞基涅-奧卡里（烏克蘭語：Яцине-Окарі），是烏克蘭中部的村莊，隸屬波爾塔瓦州的波爾塔瓦區。該村分別距離羅馬尼、馬庫希0.5公里和達馬斯卡1公里，面積0.27平方公里，海拔高度160米，2001年人口33。